# سومین سنگ بعد از خورشید
سومین سنگ بعد از خورشید (انگلیسی: 3rd Rock from the Sun) یک مجموعهٔ تلویزیونی کمدی موقعیت و علمی-تخیلی ساخته ایالات متحده آمریکا است. این مجموعه که از ۹ ژانویهٔ ۱۹۹۶ تا ۲۲ مهٔ ۲۰۰۱ پخش شد، داستان سفر چهار موجود فرازمینی است که برای تحقیق به سومین سیاره بعد از خورشید یعنی زمین که از نظرشان سیارهٔ مهمی نیست، آمده‌اند. این چهار نفر در مقابل انسان‌ها خود را به عنوان یک خانواده معرّفی می‌کنند، تا بتوانند رفتارهای انسانی را مشاهده کنند.

## کلیّت داستان

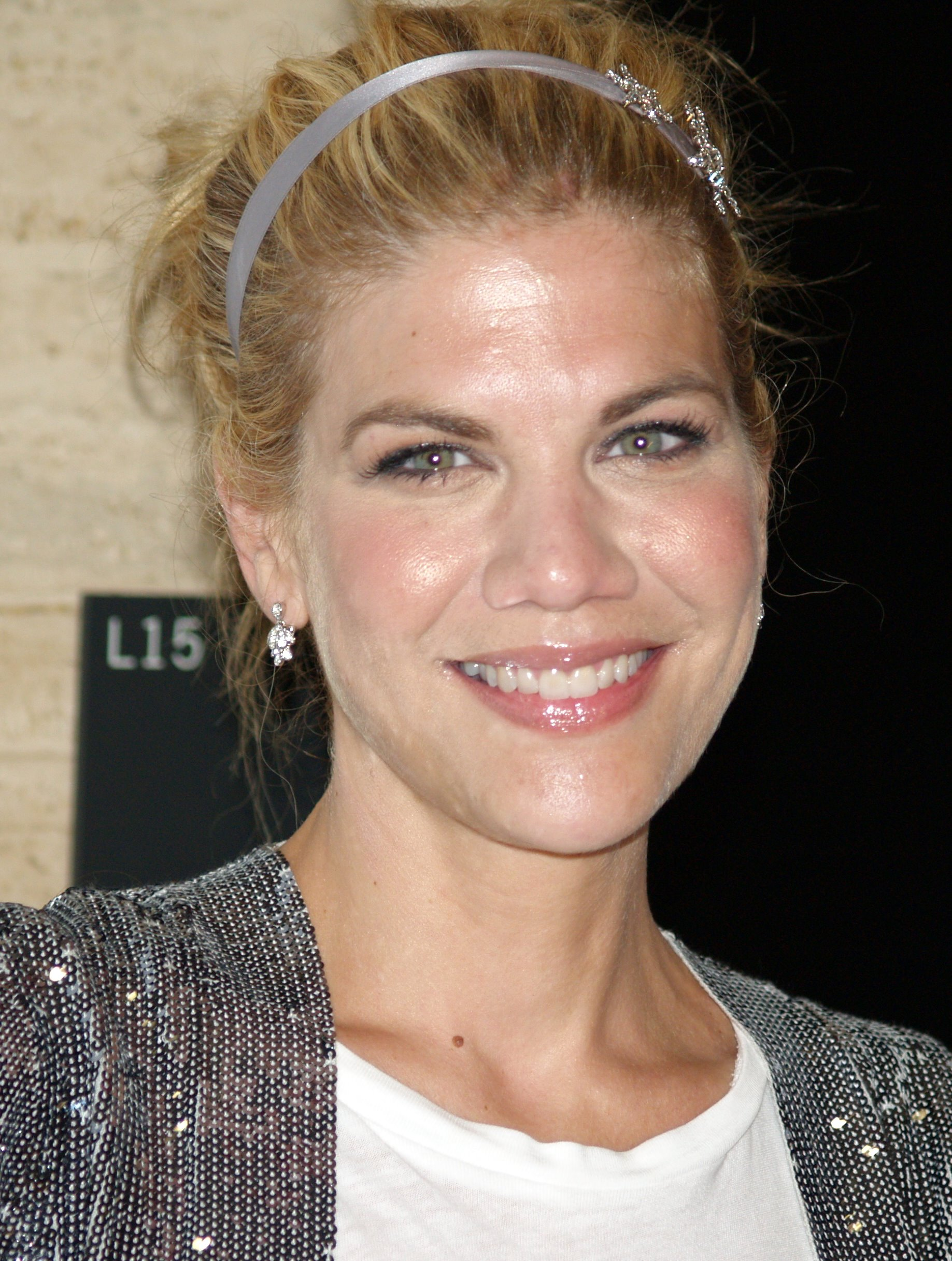
کریستن جانستون در نقش سلی

این مجموعه کمدی موقعیت حول آزمایش تحقیقاتی یک گروه فرازمینی است که از سیاره‌ای در حاشیهٔ قیفاووس - اژدها تلاش می‌کنند به عنوان یک خانواده انسانی معمولی در شهر خیالی رادرفورد، اوهایو، ۵۲ مایل (۸۴ کیلومتر) در خارج از کلیولند، اوهایو یک در زیرشیروانی زندگی کنند. کمدی این برنامه اساساً از تلاش بیگانگان برای مطالعه جامعه و درک شرایط انسانی ناشی می‌شود، در حالی که به عنوان انسان روی زمین زندگی می‌کنند و زندگی انسانی را از منظر بیگانگان بازتاب می‌دهد. بیشتر قسمت‌ها به نام قهرمان اصلی، دیک نامگذاری شده‌اند. در قسمت‌های بعدی، آنها بیشتر به زمین عادت کرده و اغلب بیشتر از این که به مأموریت خود علاقه‌مند باشند، به زندگی انسانیشان علاقه‌مند هستند.
گونهٔ دیگری از کمدی در این مجموعه تلویزیونی حاصل مقایسهٔ سفر این بیگانگان با سفرهای اکتشافی انسان هاست؛ مثلاً احساس برتری نسبت به «بومیان» و ناتوانی در تشخیص بیگانگان از یکدیگر. دکتر مری آلبرایت (جین کرتین) استاد انسانشناسی در دانشگاه خیالی ایالتی پندلتون است و بسیاری از موضوعاتی که چهار بیگانه با آن سروکار دارند، در مکالمه و کار او ظاهر می‌شود. به علاوه، در پایان این چهار محقق بیگانه کمابیش به خوشگذران شباهت دارند، زیرا بیشتر و بیشتر به زندگی بشری نزدیک می‌شوند.
دیک سولومون (جان لیسگو)، فرماندهٔ عالی و رهبر اعزام، نان‌آور خانواده و استاد فیزیک در پندلتون است (ایان لیسگو، پسر ارشد جان لیسگو، در نقش یکی از دانشجویان او بازی می‌کند). به تامی (جوزف گوردون لویت) مسن‌ترین عضو گروه و مأمور اطلاعات، بدن یک نوجوان داده شده و مجبور به ثبت نام در دبیرستان (بعداً دانشگاه) می‌شود. سلی (کریستن جانستون)، افسر امنیتی و «کسی که فرستنده در سر دارد»، هری (فرنچ استوارت) زندگی خود را به عنوان جوانانی در دههٔ ۲۰ سالگی در خانه وقت می‌گذرانند و از طریق مشاغل کوتاه مدت سپری کنند؛ علاوه بر آن، روایط عاشقانهٔ آنها نیز از موضوعات داستان است.
این خانواده اغلب از طریق هری با رئیس فضایی خود (و معمولاً دیده نشده)، کلّهٔ بزرگ غول‌آسا، ارتباط برقرار می‌کنند، که وقتی سرانجام به زمین می‌رود، ویلیام شاتنر نقش او را بازی می‌کند. برای مکالمه، هری به‌طور غیرمنتظره‌ای (و غالباً در شرایط نامناسب) از جای خود بلند می‌شود، بازوهایش را سفت می‌کند (به عنوان آنتن) و اعلام می‌کند: «پیام ورودی از طرف کلّهٔ بزرگ غول‌آسا!»

## بازیگران

### شخصیت‌های اصلی
- جان لیسگو در نقش دیک سالامون
- کریستن جانستون در نقش سلی سالامون
- فرنچ استوارت در نقش هری سالامون
- جوزف گوردون لویت در نقش تامی سالامون
- جین کرتین در نقش دکتر مری آلبرایت
- سیمبی کالی در نقش نینا کمپبل (فصل‌های ۳–۶، پیش از آن دوره‌ای)
- المری وندل در نقش میمی دوبچک (فصل‌های ۳–۶، پیش از آن دوره‌ای)
- وین نایت در نقش افسر دان ارویل (فصل‌های ۳–۶، پیش از آن دوره‌ای)

### شخصیت‌های دوره‌ای
- دیوید دی لوئیس در نقش باگ پولان، دانشجوی دیک
- ایان لیسگو در نقش لیان، دانشجوی دیک
- دانیله نیکولت در نقش کارین، دانشجوی دیک
- کریس هگان در نقش آبری پیتمن، دانشجوی دیک
- ایلین گتز در نقش دکتر جودیث دریپر، همکار مری
- شی آستار در نقش آگوست، دوست دختر اول تامی
- لاریسا اولینیک در نقش آلیسا استرودویک، دوست دختر دوم تامی
- ران وست در نقش دکتر وینسنت استرودویک، پدر آلیسا و رقیب دیک (فصل ۲ تا ۶)
- ویلیام شاتنر در نقش کلّهٔ بزرگ غول‌آسا، رئیس فضایی‌ها
- جن هوکس در نقش ویکی دوبچک، دوست دختر هری و دختر میمی دوبچک و همسر کلّهٔ بزرگ غول
- جان کلیز در نقش دکتر لیام نیسام، رقیب عشقی دیک
- چاینا در نقش جنیس، دوست دختر کوتاه مدت هری
- مایکل میلهون در نقش مربی استریکلند، معلم ورزش مدرسهٔ تامی

## بازخورد

### رتبه‌بندی نیلسن
| فصل | فصل | فصل تلویزیونی | رتبه |
| --- | --- | ------------- | ---- |
|     | ۱   | ۱۹۹۵–۱۹۹۶     | ۲۲   |
|     | ۲   | ۱۹۹۶–۱۹۹۷     | ۲۸   |
|     | ۳   | ۱۹۹۷–۱۹۹۸     | ۴۴   |
|     | ۴   | ۱۹۹۸–۱۹۹۹     | ۷۷   |
|     | ۵   | ۱۹۹۹–۲۰۰۰     | ۸۲   |
|     | ۶   | ۲۰۰۰–۲۰۰۱     | ۸۹   |

### جوایز

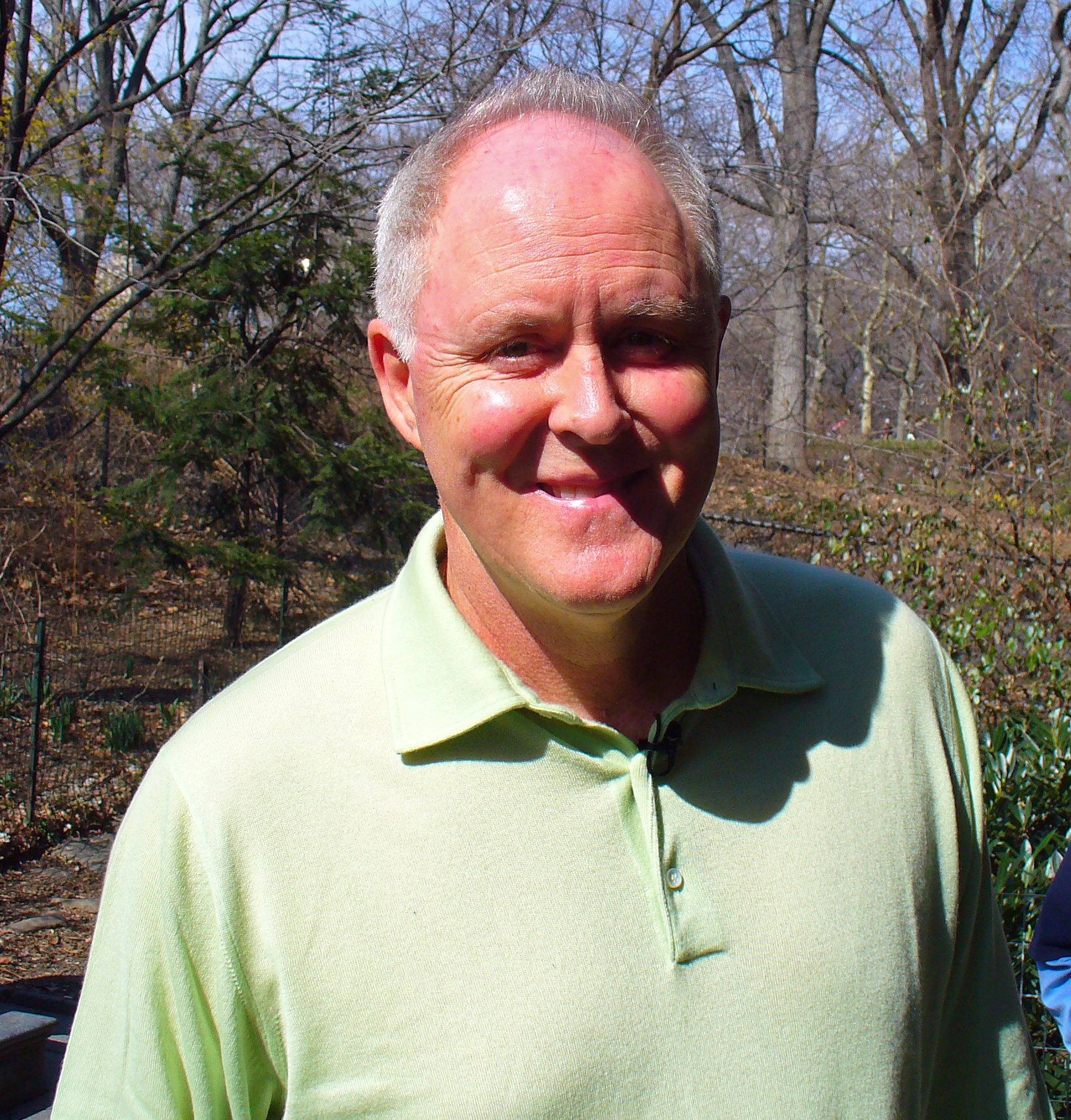
جان لیسگو

#### جوایز امی
در سال ۱۹۹۷, این مجموعه بیشترین جوایز امی ساعات پربیننده برای مجموعه تلویزیونی (۵ تا از ۸ بخش) را برد:
- ۱۹۹۶، ۱۹۹۷، ۱۹۹۸، ۱۹۹۹، ۲۰۰۰، ۲۰۰۱ — بهترین بازیگر نقش اول مرد — مجموعه‌های کمدی — جان لیسگو
- ۱۹۹۷، ۱۹۹۸، ۱۹۹۹ — بهترین بازیگر نقش اول زن — مجموعه‌های کمدی — کریستن جاستون
- ۱۹۹۶، ۱۹۹۷ — بهترین طرّاحی مو — Pپیکسی شوارتز
- ۱۹۹۶ — بهترین کارگردانی در یک مجموعهٔ کمدی — جیمز باروز
- ۱۹۹۸ — بهترین کارگردانی در یک مجموعهٔ کمدی — تری هیوز
- ۱۹۹۷ — بهترین جلوه‌های ویژه — گلن بنت، هنرمندان جلوه‌های بصری؛ پاتریک شیرن، سرپرست جلوه‌های بصری؛ استیوس، هنرمندان جلوه‌های بصری
- ۱۹۹۷، ۱۹۹۹، ۲۰۰۰ — بهترین میکس صدا — مجموعه‌های کمدی
- ۱۹۹۸ — بهترین میکس صدا — مجموعه‌های کمدی — «کابوسی در خیابان دیک»
- ۱۹۹۷، ۱۹۹۸ — بهترین طرّاح لباس — مجموعه‌ها — ملینا روت
- ۱۹۹۷، ۱۹۹۸ — بهترین مجموعهٔ کمدی
- ۱۹۹۷ — بهترین طرّاحی رقص — مارگریت دریکس
- ۱۹۹۸ — بهترین بازیگر زن مهمان در مجموعه‌های تلویزیونی — جن هوکس در نقش ویکی دوبچک
- ۱۹۹۸ — بهترین بازیگر مرد مهمان در مجموعه‌های تلویزیونی — جان کلیس در نقش دکتر نیسام
- ۱۹۹۹، ۲۰۰۰ — بهترین تدوین مجموعهٔ تلویزیونی چنددوربینی
- ۱۹۹۹ — بهترین بازیگر زن مهمان در مجموعه‌های تلویزیونی — کتی بیتس در نقش شارلوت اورلی ولاری میت کالف در نقش جنیفر
- ۱۹۹۹ — بهترین بازیگر مرد مهمان در مجموعه‌های تلویزیونی — ویلیام شاتنر در نقش کلّهٔ بزرگ غول‌آسا
- ۲۰۰۰ — بهترین فیلمبرداری مجموعهٔ تلویزیونی چنددوربینی

جان لیسگو در هر ۶ سالی که این مجموعه پخش شد نامزد دریافت جایزهٔ بهترین بازیگر نقش اول مرد شد و در سال‌های ۱۹۹۶، ۱۹۹۷ و ۱۹۹۹ برندهٔ آن شد. در سال ۱۹۹۹ زمانی که جایزه رادریافت می‌گفت: «در زندگی من چیزهای شگفت‌انگیز زیادی اتّفاق افتاده‌است؛ امّا دوتای برتر سومین سنگ و خانوادهٔ عزیزم هستند.»

#### جوایز گلدن گلوب
- ۱۹۹۷ — بهترین بازیگر در مجموعهٔ کمدی یا موزیکال — جان لیسگو

#### جایزه انجمن بازیگران فیلم
- ۱۹۹۶، ۱۹۹۷ — بهترین بازیگر مرد — مجموعه‌های کمدی — جان لیسگو